# Hirondellea wolfendeni
Hirondellea wolfendeni is een vlokreeftensoort uit de familie van de Hirondelleidae. De wetenschappelijke naam van de soort is voor het eerst geldig gepubliceerd in 1909 door Tattersall.